# フィリップ・ベント
フィリップ・ベント（Phillip Bent、1964年9月16日 - ）は、イングランド・ロンドン出身のジャズ・フルート奏者で、GRPオールスター・ビッグ・バンドのメンバーを務めた。彼は、ボビー・ハンフリー、ジェイムス・ニュートン、キャスリン・ルーカス（彼の師）、ウィリアム・ベネット、ジェームズ・ゴールウェイなど、数多くのミュージシャンにインスピレーションを与えられてきたとされている。

## ディスコグラフィ

### リーダー・アルバム
- 『ザ・プレッシャー』 - The Pressure (1993年)
- The Magic of Your Spell (2007年)

### 参加アルバム
GRPオールスター・ビッグ・バンド
- 『GRPオールスター・ビッグ・バンド・プレイズ・ジャズ・スタンダーズ』 - GRP All-Star Big Band (1992年、GRP)
- 『ライヴ・イン・ジャパン!』 - Dave Grusin Presents GRP All-Star Big Band Live! (1993年、GRP)
- 『オール・ブルース』 - All Blues (1995年、GRP)

その他
- ジャズ・ウォーリアーズ : 『アウト・オブ・メニー・ワン・ピープル』 - Out of Many, One People (1987年)[2]
- ロニー・ジョーダン : 『アンティダウト』 - The Antidote (1992年)
- ガリアーノ : 『ジョイフル・ノイズ・アントゥ・ザ・クリエイター』 - A Joyful Noise Unto The Creator (1992年)
- プロディジー : 『ミュージック・フォー・ザ・ジルテッド・ジェネレーション』 - Music For The Jilted Generation (1994年) ※「3 Kilos」に参加
- デズリー : 『絶滅寸前の種〜レア・トラック集』 - Endangered Species (2000年)[3]